# Szátok
Szátok là một thị trấn thuộc hạt Nógrád, Hungary. Thị trấn này có diện tích 8,95 km², dân số năm 2010 là 604 người, mật độ 67 người/km².